# Anthrenus basalis
Anthrenus basalis là một loài bọ cánh cứng trong họ Dermestidae. Loài này được Dejean miêu tả khoa học năm 1837.